# Баста (Астраханская область)
Баста — село в Лиманском районе Астраханской области России. Входит в состав Олинского сельсовета.

## География
Село расположено в восточной части Лиманского района, в пределах Прикаспийской низменности, являющейся частью Восточно-Европейской равнины, на высоте около 20 метров ниже уровня моря. Для рассматриваемой территории характерен ильменно-бугровой ландшафт, представленный урочищами бэровских бугров и межбугровых понижений. Отдельные участки местности заболочены. В 1 км к северу от села расположен ильмень Большая Чада. Почвенный покров комплексный: на буграх Бэра распространены бурые полупустынные почвы, в межбугровых понижениях ильменно-болотные и ильменно-луговые почвы.
Село имеет изолированное положение и не связано автодорогами с твёрдым покрытием с другими населёнными пунктами области. От ближайших сёл Оля и Лесное Баста отделена каналами и болотами.
Климат резко континентальный, крайне засушливый (согласно классификации климатов Кёппена-Гейгера — семиаридный (индекс BSk)).
Часовой пояс
Баста, как и вся Астраханская область, находится в часовой зоне МСК+1. Смещение применяемого времени относительно UTC составляет +4:00.

## История
Дата основания не установлена. Согласно сведениям, содержащимся в Памятной книжке Астраханской губернии на 1914 год, посёлок Баста относился к Яндыко-Мочажному улусу Калмыцкой степи Астраханской губернии, в посёлке имелось 36 дворов, проживало 70 душ мужского и 59 женского пола.
В 1920 году посёлок был передан в состав Калмыцкой АО. 28 декабря 1943 года калмыцкое население было депортировано, посёлок был включён в состав Лиманского района Астраханской области.

## Население
| 1916 |
| ---- |
| 134  |

| 1914 | 2002 | 2010 | 2012 | 2013 | 2014 |
| ---- | ---- | ---- | ---- | ---- | ---- |
| 129  | ↘44  | ↘29  | ↘20  | ↗21  | →21  |

Согласно результатам переписи 2002 года большинство населения посёлка составляли калмыки (60 %)